# Yılmaz Zafer
Yılmaz Zafer (* 24. September 1956 in Istanbul; † 9. November 1995 ebenda) war ein türkischer Schauspieler.

## Leben und Karriere
Zafer wurde am 24. September 1956 in Istanbul geboren. Seine Schauspielkarriere begann er am Fatih-Halkevleri-Theater. Sein Debüt gab er 1976 in dem Film Babanın Suçu. Im Laufe seiner Karriere spielte er in über 40 Filmen sowie in zahlreichen Fernsehserien. Zu seinen weiteren bekannten Werken gehören İskilipli Atıf Hoca, Aaahhh Belinda, Adı Vasfiye und Kurtuluş.
1987 heiratete Zafer die Schauspielerin Perihan Savaş. Aus der Ehe haben sie ein Kind. Zafer erlitt 1994 zwei Herzinfarkte und zog sich weitgehend aus der Öffentlichkeit zurück. Er starb am 9. November 1995 im Alter von 39 Jahren an einer Gehirnblutung.

## Filmografie (Auswahl)
- 1976: Babanın Suçu
- 1983: Çelik Pençe
- 1984: Parkta Bir Sonbahar Günüydü
- 1985: Tele Kızlar
- 1986: Aaahh Belinda
- 1986: Dilan
- 1987: Mevsim Sonu / Ölesiye Sevmek
- 1987: Vur Hançerini Kadınım
- 1987: Yabancı Bir Sevgi
- 1987: Yavrumu Kurtarın
- 1989: Kaldırım Serçesi
- 1991: Yarına Gülümsemek
- 1992: Bir Daha Asla
- 1992: Dağ Çiçeği
- 1994: Kurtuluş
- 1994: Zirvedekiler